# Arbela
Arbela (asyryjskie Arbail, zapisywane uruArba/Erba-ìl, współczesny Irbil) – starożytne miasto w północnej Mezopotamii, położone na równinie rozciągającej się na wschód od rzeki Tygrys, pomiędzy rzekami Wielki Zab i Mały Zab. Historia zasiedlenia tego miasta obejmuje okres od (co najmniej) ostatnich wieków wczesnej epoki brązu, aż do okresu rzymskiego. W miejscu gdzie istniało to miasto nie prowadzone były nigdy większe prace wykopaliskowe, gdyż cały ten teren zajmuje zabudowa współczesnego irackiego miasta Irbil.

## Historia
Miasto to, pod nazwą Urbilum, pojawia się po raz pierwszy w źródłach pisanych z okresu panowania III dynastii z Ur (2113-2005 p.n.e.). Jeden z władców tej dynastii, Szulgi (2096-2048 p.n.e.), spustoszyć miał region w którym leżało Urbilum, a jego następca, Amar-Suen (2047-2038 p.n.e.), przyłączyć miał ten region do swego państwa. W okresie istnienia państwa staroasyryjskiego Urbil/Urbilum znalazło się wśród miast zdobytych przez Szamszi-Adada I (1814-1782 p.n.e.) w trakcie jego wyprawy wojennej przeciw królestwu Qabra.
Na początku I tys. p.n.e. miasto to, zwane teraz Arbelą (asyryjskie Arbail), wchodziło już w skład państwa asyryjskiego. Wielokrotnie stanowiło ono punkt wyjściowy dla asyryjskich wypraw wojennych prowadzonych w kierunku wschodnim. Pod koniec panowania Salmanasara III (858-824 p.n.e.) Arbela wraz z Aszur, Niniwą i 24 mniejszymi miastami dołączyła do wielkiej rebelii Aszur-da’’in-apla, syna króla. Rebelię tą udało się stłumić dopiero Szanszi-Adadowi V (823-811 p.n.e.), innemu synowi i następcy Salmanasara III.
Szczyt rozwoju Arbela osiągnęła za panowania Aszurbanipala (668-637? p.n.e.), który wzniósł w tym mieście jedną ze swych głównych rezydencji. W niej przyjął on ambasadorów króla Urartu, najprawdopodobniej Rusy II, po swym zwycięstwie nad Elamitami. W 615 r. p.n.e. miasto zdobył i zajął medyjski król Kjaksares. Za panowania Achemenidów (VI-IV w. p.n.e.) Arbela była jednym z ważniejszych miast stworzonego przez nich imperium. W pobliżu tego miasta rozegrała się w październiku 331 r. p.n.e. bitwa pod Gaugamelą, w której Aleksander Macedoński zadał decydującą klęskę królowi perskiemu Dariuszowi III.

## Asyryjska nazwa miasta
Arbail, asyryjska nazwa miasta, pochodzi od akadyjskich słów arba ilī, znaczących dosłownie „czwórka bogów”. Nazwa ta powstała najprawdopodobniej w wyniku  błędnej asyryjskiej interpretacji pierwotnej nazwy miasta - Urbil/Urbilum. Nowa nazwa miała bez wątpienia za zadanie podkreślić religijny charakter miasta. Wśród bóstw czczonych w Arbeli szczególnego znaczenia nabrała bogini Isztar, która jako Isztar z Arbeli stała się jednym z najważniejszych bóstw asyryjskiego panteonu.

## Asyryjska prowincja Arbela
Arbela jako asyryjska prowincja wymieniana jest po raz pierwszy w źródłach pisanych z okresu panowania Adad-nirariego III (810-783 p.n.e.). Brak wcześniejszych wzmianek o niej wynika być może stąd, iż wówczas stanowić ona mogła część innej, większej prowincji. Z asyryjskich list i kronik eponimów znamy imiona trzech gubernatorów Arbeli - byli nimi Sil-Isztar (sprawował urząd eponima w 787 r. p.n.e.), Pan-Aszur-lamur (sprawował urząd eponima w 759 r. p.n.e.) i Nabu-le’i (sprawował urząd eponima w 702 r. p.n.e.). Prowincja Arbela wzmiankowana jest też w dekretach Adad-nirariego III (810-783 p.n.e.) oraz w listach i dokumentach administracyjnych z czasów panowania Sargona II (722-705 p.n.e.), Asarhaddona (680-669 p.n.e.) i Aszurbanipala (668-627? p.n.e.).